# Presse gratuite
La presse gratuite est un type de presse écrite qui s'est développé en Europe depuis le milieu du XXe siècle. Sa diffusion se fait à des points de passages identifiés (métros, bureaux, commerces, etc.).
Le lecteur ne payant rien pour disposer de ce média, les coûts de production de l’information et de l'impression, sont assumés par les annonceurs y insérant leurs publicités. Il s'agit de l'unique mode de financement de la presse quotidienne, d'autres modes pouvant intervenir pour les publications d'une autre périodicité.

## Par pays

### En France
La presse gratuite, en France, se partage entre la presse gratuite d'information (PGI) et la presse gratuite d'annonce (PGA). La presse d'information – qui comptait trois quotidiens nationaux en France en 2014, 20 Minutes, CNews et Metronews – rencontre de légères difficultés au tournant de la décennie 2010, alors que la presse gratuite d'annonces voit son existence menacée, son chiffre d'affaires et sa diffusion ayant chuté radicalement et de manière constante depuis 2008. Ces difficultés conduisent à l'arrêt de la diffusion de Metronews en 2015 et de CNews en 2021 dans leurs versions papier. Le 16 mai 2024, le journal 20 Minutes annonce la fin de la distribution de son édition papier pour se concentrer sur la version numérique, marquant la fin du dernier journal de presse gratuite en France.

### Presse d'information

#### Histoire
La presse d'information générale a été de prime abord et durant longtemps organisée localement, autour de petites et moyennes entreprises. En 1980, à Orléans, Michel Gaudron et Étienne Verdier créent Les Nouvelles d'Orléans, journal gratuit d'information qu'ils décident rapidement de transformer en journal payant et qui a aujourd'hui disparu. En 1983, à l'initiative des journalistes Gérard Bardon et Dominique Labarière, paraît Le Petit Solognot, plus ancien gratuit d'information de France paraissant toujours. Gérard Bardon crée en 1988 un second titre, Le Petit Berrichon, qui disparaît en 1989 mais réapparait en 2010.
En 2001, dans le nord de la France, à l'initiative du journaliste et designer de presse Nicolas Mougin est lancé le premier hebdomadaire d'information gratuit dans le Nord de la France, Douai Hebdo. En 2003, c'est dans la commune d'Hénin-Beaumont (Pas-de-Calais) que sont lancées trois versions du "Journal du Pays", également au tirage hebdomadaire, atteignant à l'époque plus de 800.000 lecteurs. Ces journaux n'existent plus.
En 2002 paraît le premier quotidien national gratuit, Metro, suivi la même année par 20 minutes ; cette nouvelle concurrence est mal vécue par les ouvriers du Syndicat du livre, qui manifestent à plusieurs reprises. Les journalistes et patrons de la presse traditionnelle voient également d'un mauvais œil ces rivaux, critiquant notamment la qualité des informations qu'ils délivrent, ; Serge July écrit ainsi dans Libération : « Les gratuits se conduisent en flibustiers: imprimés parfois à l'étranger, distribués en dehors des NMPP et pratiquant le dumping en matière de publicité, ils créent une inégalité économique fondamentale entre les vrais quotidiens et le papier journal. » Les relations entre ces nouveaux médias et les existants s'apaisent néanmoins après quelques années, la concurrence se faisant surtout sentir auprès des annonceurs et non auprès du lectorat, différent entre payants et gratuits. Ce qui n'empêche pas certaines critiques de subsister, telles celle de l'association Acrimed, pour qui les gratuits sont avant tout des « fournisseur[s] de clients aux annonceurs ». Naît en 2006 Direct Soir (qui cesse de paraître en 2010), puis l'année suivante Direct Matin – tous deux sont lancés par le groupe Bolloré. En 2010 est lancé L'1visible, gratuit et catholique, grâce à trois revues associées pour son lancement ; il est diffusé dans 2 250 villes, avec un tirage de 200 000 exemplaires.
En 2012, seul 20 minutes est rentable, Direct Matin et Metro ne parvenant pas à trouver l'équilibre financier (Direct Matin est même déficitaire depuis son lancement en 2007). Les trois titres généralistes quotidiens rencontrent des difficultés financières, leurs recettes publicitaires ayant fortement baissé par rapport à quelques années auparavant ; en 2013, 20 Minutes finit l'année en déficit. L'existence de discussions entre les trois titres en vue de leur fusion en une seule entité est évoquée dans la presse.
À compter de janvier 2015, 20 minutes cesse de paraître le mardi en raison de la baisse du marché publicitaire ce jour-là. Huit jours plus tard Metro annonce annuler la publication au format papier cinq jours dans le mois pour les mêmes raisons, le mardi également.
Le 30 novembre 2021, l'entourage de Vincent Bolloré annonce l'arrêt de la diffusion du quotidien gratuit CNews (ex-DirectMatin). Le 2 632e et dernier numéro est paru la veille.
À la suite de l'arrêt du journal CNews, 20 Minutes continue sa distribution de presse gratuite le lundi, mercredi, vendredi.
Il devient désormais le dernier journal gratuit distribué dans la rue. L'édition du mardi ayant été supprimée en janvier 2015, et celle du jeudi en janvier 2021. Metronews s’étant arrêté en juillet 2015.

#### Caractéristiques
La presse gratuite d'information compte en France trois quotidiens : 20 minutes, Direct Matin et Metro. Sont également diffusés des titres locaux, tels que Le Petit Solognot, A Nous Paris, A Piazzetta ou Le Petit Vendômois.
Divers titres spécialisés (aux périodicités variées) existent : Économie matin (économie), Direct Sport (sport), Longueur d'Ondes (musique), Comic Strip Magazine (bande dessinée), Direct Femme (féminin), M'day magazine (mariage), Pause santé (santé), Epicure (jeunesse), etc. La presse gratuite professionnelle compte elle des titres tels que Liquide magazine ou les diverses parutions du Groupe Gratuit Pros (Auto Gratuit Pros, Bati Gratuit Pros, etc.). Certaines entreprises et surtout de nombreuses collectivités locales éditent des journaux gratuits.
Est détaillée ci-dessous la diffusion des trois quotidiens nationaux gratuits.
| Titre                                                                        | 2009    | 2010    | 2011      | 2012    | 2013    |
| ---------------------------------------------------------------------------- | ------- | ------- | --------- | ------- | ------- |
| 20 Minutes                                                                   | 709 518 | 769 503 | 977 354   | 979 940 | 957 330 |
| Direct Matin                                                                 | 649 280 | 743 169 | 1 004 047 | 909 837 | 892 460 |
| Metro                                                                        | 658 188 | 674 923 | 755 977   | 754 437 | 743 332 |
| Note : Pour plus de données, consulter « Presse en France#Presse gratuite ». |         |         |           |         |         |

Selon l'OJD, en 2013, l'ensemble des quotidiens et hebdomadaires nationaux gratuits publiés en France ont diffusé 543 243 270 exemplaires au total (97,98 % étant du fait de quotidiens, au nombre de 39, le reste revenant à deux hebdomadaires) – nombre en baisse de 3,24 % par rapport à l'année 2012. Les autres titres gratuits – titres locaux et titres à la périodicité plus large – ont quant à eux diffusé 160 170 300 exemplaires en 2013, soit 16,33 % de moins que l'année précédente.

### Presse d'annonces

#### Histoire
La presse gratuite d'annonces existe en France sous sa forme moderne depuis les années 1960, lorsque dans la Sarthe, le belge Marcel Timmers transforme des bulletins paroissiaux en journaux d'annonces et lorsque dans le Sud-Est, à Saint-Étienne, Maurice André expérimente un hebdomadaire gratuit à base « d'information-services ».
Les journaux de petites annonces se développent alors dans le contexte d'émergence de la consommation de masse et du développement concomitant de la grande distribution et de la publicité, propre aux Trente Glorieuses. En 1990, près de 500 titres diffusent un total de 45 millions d'exemplaires chaque semaine ; la presse locale bénéficie alors d'un excellent taux de pénétration (les taux de lecture varient de 65 à 85 %).
La presse quotidienne régionale (PQR), craignant la force nouvelle que représentent les journaux gratuits, mène une politique de rachat de ces derniers. La concentration s'accroît ainsi fortement : en 1992, quatre groupes de presse diffusent 31,2 des 45 millions d'exemplaires distribués chaque semaine.
Depuis les années 2000, deux grands groupes dominent le marché de la PGA en France : Comareg (fondé en 1968 et racheté par le groupe Hersant Média en 2003) et Spir Communication (propriété du groupe SIPA - Ouest-France depuis 1991),,. 
Mais l'émergence d'Internet au cours de la décennie 2000 bouscule le secteur, occasionnant une baisse des chiffres d'affaires. Les groupes cherchent à migrer sur Internet, notamment en recourant à la croissance externe, par le rachat de pure players. Le groupe Comareg (éditeur de Paru Vendu) rachète ainsi le 19 septembre 2005 le site consacré aux annonces d'emploi pour les cadres CarriereOnline, tandis que Spir Communication (éditeur des sites de Logic-immo et de Top annonces) acquiert le 14 septembre 2005 le leader en petite annonces automobile Caradisiac. Quelques rares éditeurs indépendants subsistent comme Télex sur le bassin toulonnais, un mixte entre PGA et hebdo gratuit d'infos, diffusé par dépôts et de la main à la main.
Le basculement du marché des petites annonces vers le web en 2008 et l'affaiblissement du marché publicitaire dès 2009 ont un fort impact négatif sur la presse gratuite d'annonces, dont nombre de titres voient leurs recettes fondre. En moyenne dans le secteur, elles auraient diminué de moitié entre 2007 et 2011, notamment en raison de la liquidation judiciaire du groupe Comareg (Paru Vendu) en 2011. Le groupe SPIR communications est également en difficulté depuis 2009 ; au premier semestre 2014, son chiffre d'affaires dans le secteur de la presse gratuite de petites annonces est en recul de 19,6 % par rapport au premier semestre 2013,.
Plus globalement, la diffusion des journaux gratuits d'annonces s'est effondrée entre 2008 et 2014 (cf. infra), si bien que le secteur est considéré comme « en voie d'extinction »,.
La perte de rentabilité de ce secteur – jusqu'alors très profitable – peut avoir des conséquences directes sur la presse quotidienne régionale (Spir Communication est par exemple une filiale du groupe SIPA - Ouest-France, éditeur de nombreux titres de PQR), qui a longtemps utilisé les bénéfices des titres gratuits pour se financer.

#### Principaux titres et données chiffrées
La presse généraliste d'annonces est essentiellement représentée par les titres ParuVendu et Top (couplé avec le site Internet topannonces.fr). Objectif Emploi, LogicImmo, Le magazine des Notaires ou Immoxia sont des exemples notables de presse d'annonces spécialisée.
En 2004, le chiffre d'affaires de la presse d'annonces s'élève à environ 750 millions d'euros ; en 2010, il tombe à environ 381 millions d'euros.
En 2013, selon l'OJD, la presse gratuite d'annonce a diffusé 64 082 808 exemplaires, en recul de 19,42 % par rapport à 2012. Ce nombre est en chute totale et continue depuis 2008, lorsque plus de 1,79 milliard d'exemplaires étaient diffusés annuellement. Le nombre de journaux d'annonces a sur la même période chuté de plus de 600 à seulement 66.